# Bykothuru, Srinivaspur
Bykothuru là một làng thuộc tehsil Srinivaspur, huyện Kolar, bang Karnataka, Ấn Độ.